# JumpStation
JumpStation，一個軟體程式的名稱，它被認為是世界上第一個網路搜尋引擎。它在1993年12月3日研發成功，於12月21日出現在Mosaic瀏覽器的「What's New」頁面上。喬納森·弗萊徹（Jonathon Fletcher）在蘇格蘭的斯特靈大學創造了這個程式，他也因此被認為是搜尋引擎之父。
1992年，喬納森·弗萊徹以第一名的成績，自斯特靈大學計算機科學系畢業後，準備進修格拉斯哥大學博士課程。但因為格拉斯哥大學中止了博士課程的研究經費，弗萊徹回到斯特靈大學計算機中心，找到一份工作，擔任管理員。
在架設網路伺服器的過程中，弗萊徹發現Mosaic瀏覽器的「What's New」頁面無法自動更新，於是他寫作了一個網絡爬蟲（Web Crawler），取名叫JumpStation。1993年12月21日，它走遍了當時全世界的網際網路，找到了2萬5千個網頁。弗萊徹之後又加上了搜尋工具，把它放在Mosaic瀏覽器的「What's New」頁面上，形成第一個網頁搜尋引擎。
1994年，JumpStation已經記錄了27萬5千個網頁，但是弗萊徹沒有錢可以建立更大的伺服器空間來存放這些資料，斯特靈大學也不願意投資。弗萊徹找到一份在日本東京的工作，他因此放棄繼續研發，前往東京工作。

## 外部連結
- Google 踩在哪一個巨人的肩膀上？搜尋引擎之父：Jonathon Fletcher